# Astragalus nutzotinensis
Astragalus nutzotinensis är en ärtväxtart som beskrevs av Joseph Jules Jean Jacques Rousseau. Astragalus nutzotinensis ingår i släktet vedlar, och familjen ärtväxter. Inga underarter finns listade i Catalogue of Life.